# Årslev-dyssen
Årslev-dyssen er en stendysse på grænsen mellem Brabrand Sogn og Sønder Årslev Sogn, ca. en kilometer øst for Sønder Aarslev Kirke, på nordsiden af Silkeborgvej. En trappe fører fra Silkeborgvej op til et lille indhegnet område – 12 m × 8,5 m – omkring dyssen, der ligger ganske tæt på private bebyggelser. Stendyssen stammer fra ca. 3500 f.Kr., dvs. fra tragtbægerkulturen. Dyssekammeret blev frivilligt fredlyst 27. juli 1870.
Dyssekammeret, der er det, som står tilbage i dag, har oprindelig været omsluttet af en gravhøj, så kun toppen af dækstenen (2,6 meter lang, 1,75 meter bred) over gravkammeret og åbningen via kammergangen mod syd har været synlig. Fra kammergangen er kun en enkelt bæresten bevaret og fra selve gravkammeret mangler mod nord en af de oprindelige fem bæresten. Der kendes ikke til fund fra dyssen.
Årslev-dyssen er ikke den eneste stendysse, man har kendskab til, fra området. Ca. 700 meter længere mod øst – hvor autofirmaet Dyssehøj i dag har til huse – lå der indtil ca. 1880 en lignende dysse, og overfor Årslev-dyssen lå der en lidt yngre stenkiste, som blev udgravet 1822 af oberst Julius Høegh-Guldberg (1779-1861) og nu, bortset fra en svag forhøjning, helt er forsvundet.
På det tidspunkt, hvor Årslev-dyssen blev anlagt, var området, hvor Brabrand Sø og Årslev Engsø i dag ligger, en lavvandet fjordarm fra Kattegat.